# Heinrich Hasselhorst
Johann Heinrich Hasselhorst (* 4. April 1825 in Frankfurt am Main; † 7. August 1904 ebenda) war ein deutscher Maler und Zeichner.

## Leben

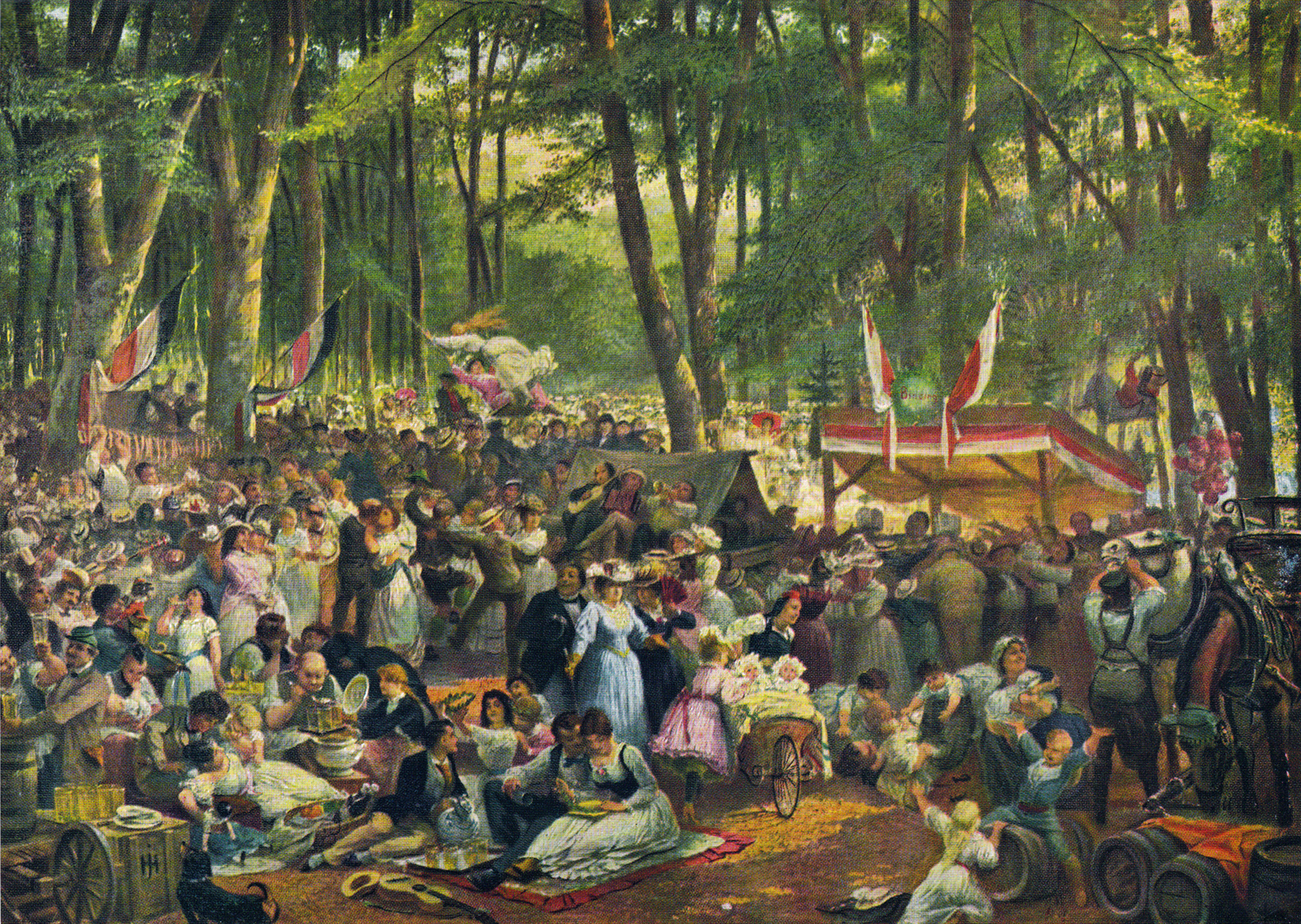
Wäldchestag, 1871

Als Schüler von Jakob Becker und Moritz von Schwind studierte er seit 1842 am Städelschen Kunstinstitut (Städelschule). Studienaufenthalte 1852 in Paris und 1855 in Rom. 1861 begleitete er als Expeditionsmaler die Nordlandexpedition von Georg Berna und Carl Vogt. Die hier entstandenen Ölgemälde der Küsten von Jan Mayen und Island befinden sich im Historischen Museum Frankfurt, ebenso wie sein berühmtestes Gemälde Wäldchestag. Den 1863 erschienenen Reisebericht der Polarfahrt hat er illustriert. Seit 1860 war Heinrich Hasselhorst Zeichenlehrer an der Städelschule. Er beeinflusste in seiner Lehrtätigkeit eine ganze Generation Frankfurter Maler. Zu seinen Schülern gehörte u. a. Joseph Kaspar Correggio und der Alpen- und Polarforscher Julius von Payer. Selbst malte er Genre- und Volksszenen sowie Porträts und Historienbilder. Hasselhorst liegt auf dem Frankfurter Hauptfriedhof begraben.

## Werke

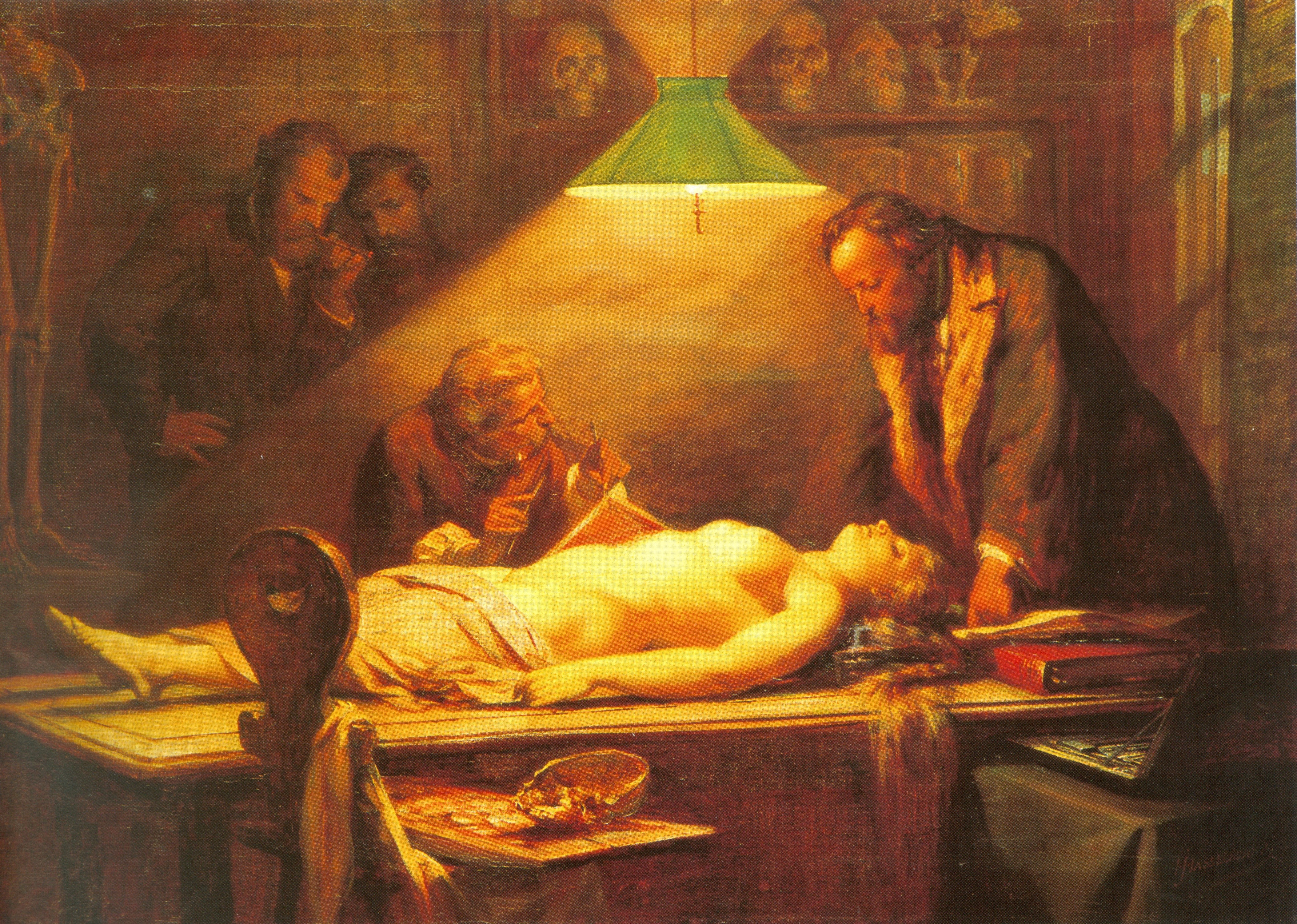
Die Obduktion einer schönen jungen Frau, 1864

- Die Obduktion einer schönen jungen Frau, 1864
- Wäldchestag, 1871
- Drei Eisbären, Ölskizze, Privatbesitz
- Tal von Thingvalla, Privatbesitz

## Schüler
- Emil Beithan (1878–1955)
- Hermann Treuner (1876–1962)
- Reinhold Werner (1864–1939)